# Jeanette Varberg
Jeanette Varberg, född 13 maj 1978, är en dansk arkeolog med fokus på bronsåldern i Nordeuropa.
Varberg har gett ut flera populärvetenskapliga böcker och har mottagit både Rosenkjærprisen och Amalienborg-prisen. Hon medverkade i Historien om Danmark.